# ダーヒンニェニ・ゲンダーヌ
ダーヒンニェニ・ゲンダーヌ（日本名：北川源太郎、ウィルタ語名：Dahinien Gendanu / Daxinnieni Geldanu, 1926年頃 - 1984年7月8日）は、樺太生まれのウィルタ（オロッコ）民族研究家・運動家である。ウィルタ民族。
第二次世界大戦中は特務機関員として日本軍に協力した。終戦後はシベリアにて抑留され、帰国後は北海道網走市に移住して肉体労働で生計をつないだ。自民族の研究家として活動し、戦後ウィルタ運動のリーダーとして北方少数民族の復権運動に尽力した。その後彼の呼びかけにより網走に作られたウィルタ文化資料館「ジャッカ・ドフニ」の初代館長となった。ダーヒンニェニ・ゲンダーヌという名前は「北の川のほとりに住む者」を意味する。

## 経歴

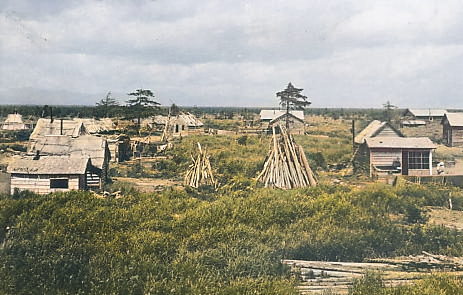
ゲンダーヌの生まれ育ったオタスの杜（敷香町）

ウィルタの呪者の家系に生まれ長老であった義父北川ゴルゴロと同様に遊牧と狩猟で生活を営んでいた。1933年（昭和8年）以降、日本領南樺太ではアイヌに戸籍が与えられて「内地人」扱いとなったが、ウィルタやニヴフには戸籍が与えられず、「土人」扱いのままだった。
1941年（昭和16年）、太平洋戦争が始まると、日本陸軍はウィルタやニヴフの高い身体能力に目を付け、戸籍が未整備だった樺太の少数民族の若者へも召集をかけてソビエト連邦軍の動きを探る活動に従事させた。1942年、陸軍特務機関は、敷香町在住のウィルタ22人、ニヴフ18人の計40名に日本名を与え、諜報部隊に配置した。「北川源太郎」の名を与えられたダーヒンニェニ・ゲンダーヌも、そうした「北方戦線の秘密戦士」の一人であった。
1945年（昭和20年）8月9日のソ連対日参戦、8月20日の樺太の戦いを経て樺太全島はソビエト連邦領となった。諜報員として召集された樺太先住民はソ連と戦って戦死し、生き残った者は戦後シベリアに抑留されたが、その多くは同地で死去したといわれる。戦後、ポロナイスク（敷香町）に残されたウィルタの家族はほとんど女性と子どもだけになったが、彼らは日本軍に協力したスパイとみられた。戦後、ウィルタの一部には網走市・釧路市など北海道に移住した者もいたが、彼らは1952年（昭和27年）のサンフランシスコ平和条約発効の際、就籍という形で参政権を獲得した。
北川源太郎は、スパイ幇助罪の判決を受けて9年6か月にわたってシベリアに抑留され、強制労働に従事させられた。抑留から解放されたときゲンダーヌは、サハリンで「戦犯者」の汚名を受けながら肩身の狭い思いをするよりは日本で生活しようと、1955年（昭和30年）、渡航先を京都府舞鶴港に選び、住地を故郷に雰囲気の似ている網走市に定めた。彼は3年後、サハリンにいる父北川ゴルゴロと姉家族（総勢9人）を、9年後には、やはりサハリンにいる妹の北川アイ子の家族（総勢8人）を網走に呼び寄せた。日本のために戦い、苦労もした彼であったが、彼を温かく迎えた人はなく、戸籍がないことも判明し、当初は就職すらできなかったという。やがて、彼は、日本人「北川源太郎」と訣別し、ウィルタ人「ダーヒンニェニ・ゲンダーヌ」として生きることを決意する。
1975年（昭和50年）には、ゲンダーヌやその支援に奔走した田中了らの努力により、ウィルタ民族の人権や戦後補償問題を解決する趣旨にもとづいて「オロッコの人権と文化を守る会」が設立された。同年、かつての上官の手紙から旧軍人には恩給が支払われることを知ったゲンダーヌは、「オロッコの人権と文化を守る会」の協力も得ながら申請手続きを行ったものの恩給は認められなかった。「オロッコの人権と文化を守る会」は、1976年12月、「ウィルタ協会」と改称された。1976年、恩給問題は国会において議論されるに至った。西村尚治国務大臣（総理府総務長官）は、恩給法の対象は公務員であり、「公務に属した者という概念に入らない、いわば古い言葉で言えば雇用員、公務員じゃなくて雇用員に属する人たちだということで、どうしてもこの対象にならないこと、私は本当に気の毒だと思います。」「御趣旨はよくわかりますから、しっかり勉強してみたいと思います。」と答弁した。恩給法の適用を求める請願が、第78回国会では衆議院に1件、参議院に3件、さらに第80回国会でも衆議院に1件提出され、いずれも採択の上、内閣に送付されたものの、総理府における処理において、「恩給制度において処遇することは困難」とされた。当時の少数民族に日本国籍はなく、兵役義務もなかったので非公式の令状にて召集されたとして、彼らに戦後補償が与えられることはなかった。ゲンダーヌは、自分のためというよりはウィルタの同胞のために運動を展開したのである。1978年（昭和53年）、ウィルタはじめ北方民族の文化を残したいという彼の呼びかけに募金が集まり、網走市が提供した土地に「ジャッカ・ドフニ」（ウィルタ語で「大切な物を収める家」という意味）と名付けた資料館が設立された。
ゲンダーヌは、資料館の建設、慰霊碑の建設、樺太の同胞との交流という3つの願いを抱いた。北方少数民族の文化を残したいというゲンダーヌの呼びかけにより780万円の募金が集まり、1978年に網走市が提供した土地にウィルタ語で「大切な物を収める家」という意味のジャッカ・ドフニと名付けられた資料館が完成し、その館長となった。資料館にはウィルタの他、ニヴフ、樺太アイヌなどの民族の宗教・生活用具、衣装など約600点の資料を収蔵・展示し、踊りの実演なども行われた。樺太同胞との交流という夢も、その第1回は1981年に果たした。さらに、1982年5月には網走市天都山に合同慰霊碑「キリシエ」が建立された。
ウィルタの語り部であった釧路市の佐藤チヨ夫妻、ウィルタ語研究で知られる言語学者の池上二良とも親交があった。ゲンダーヌは、池上の勧めで自分が思いつく限りのウイルタ語の単語や言い回しをアイウエオ順にカナ書きで記録している。それが、彼の遺品ともなった8冊のノート「ウイルタのことば」である。このなかには、子どもの頃のアザラシ猟の光景が思い浮かぶような記述があった。それ以外にも、オタスの土人教育所での恩師（川村秀弥）との思い出を日本語・ウィルタ語の両方で書き綴った文章も残っている。
1984年7月8日、網走の「ジャッカ・ドフニ」において急逝。その後は、兄の遺志を継いだ北川アイ子が館長を務めた。北川アイ子は2007年に死去、ウィルタ協会は建物老朽化などを理由にジャッカ・ドフニの閉館を決定し、2010年に32年の歴史を閉じた。閉館後、収蔵資料は北海道立北方民族博物館に移管されている。

## 伝記・関連書籍
- 田中了（著）D・ゲンダーヌ（口述）『ゲンダーヌ ある北方少数民族のドラマ』現代史出版会、1978年 ISBN 4-19-801474-4）、
- 田中了『サハリン北緯50度線 続・ゲンダーヌ』草の根出版会、1993年 ISBN 4-87648-097-4
- 津島佑子『ジャッカ・ドフニ 海の記憶の物語』集英社、2016年 - 津島の長編小説としての遺作となった[14]。